# إعصار دين
كان إعصار دين أقوى إعصار استوائي في موسم أعاصير الأطلسي لعام 2007.وكان أشد إعصار في شمال الأطلسي منذ إعصار ويلما في موسم 2005، ويعادل إعصار ميتش في موسم 1998 في المرتبة التاسعة من حيث شدة الإعصار في حوض الأطلسي من حيث الضغط. بالإضافة إلى ذلك، كان رابع أشد إعصار أطلسي يصل إلى اليابسة في الحوض، بعد إعصاري كاميل وجيلبرت، اللذين وصلا إلى اليابسة عند ضغط 900 مليبار. تشكّل إعصار دين في الرأس الأخضر في 13 أغسطس 2007، واتخذ مسارًا غربيًا شماليًا غربيًا من شرق المحيط الأطلسي عبر قناة سانت لوسيا وصولًا إلى منطقة البحر الكاريبي. اشتدت قوتها إلى إعصار كبير، ووصلت إلى الفئة الخامسة على مقياس سافير-سيمبسون لرياح الأعاصير قبل أن تمر جنوب جامايكا مباشرة في 20 أغسطس. هبطت العاصفة على شبه جزيرة يوكاتان في 21 أغسطس بأقصى شدة. عبرت شبه الجزيرة وخرجت إلى خليج كامبيتشي ضعيفة، لكنها ظلت إعصارًا. اشتدت لفترة وجيزة قبل أن تهبط مرة أخرى بالقرب من تيكولوتلا في ولاية فيراكروز المكسيكية في 22 أغسطس. انجرفت دين إلى الشمال الغربي، وضعفت إلى منخفض متبقٍ تبدد بهدوء فوق جنوب غرب الولايات المتحدة. كان دين ثاني أشد إعصار استوائي في جميع أنحاء العالم في عام 2007 من حيث الضغط، خلف إعصار جورج في المنطقة الأسترالية فقط، وتعادل مع فيليكس باعتباره الأكثر شدة في جميع أنحاء العالم من حيث الرياح المستمرة لمدة دقيقة واحدة.
تسببت الرياح العاتية والأمواج والأمطار الغزيرة والعواصف العاتية التي سببها الإعصار في وفاة 45 شخصًا على الأقل في عشر دول، وتسببت في أضرار تُقدر بـ 1.66 مليار دولار أمريكي. ضرب إعصار دين جزر الأنتيل الصغرى في البداية، ثم دمر المحاصيل الزراعية في منطقة البحر الكاريبي، وخاصةً في مارتينيك وجامايكا. عند وصوله إلى المكسيك، كان إعصار دين عاصفة من الفئة الخامسة، لكنه لم يصل إلى المراكز السكانية الرئيسية، ولم يتسبب هبوطه الاستثنائي بقوة الفئة الخامسة في أي وفيات، بل كانت الأضرار أقل مما كانت عليه في جزر البحر الكاريبي التي صنفها كعاصفة من الفئة الثانية.
استغرقت أعمال التنظيف والإصلاح في المناطق المتضررة أشهرًا. وساهمت التبرعات التي جمعتها منظمات الإغاثة الدولية في تمويل الصناديق الوطنية لتنظيف الطرق، وإعادة بناء المنازل، وإعادة زراعة المحاصيل المدمرة. في جامايكا، حيث كان الضرر أسوأ، لم يعد إنتاج الموز إلى مستويات ما قبل العاصفة لأكثر من عام. كما استغرقت صناعة السياحة في المكسيك ما يقرب من عام لإعادة بناء البنية التحتية المتضررة لسفن الرحلات البحرية. كان إعصار دين هو أول إعصار يضرب اليابسة في حوض المحيط الأطلسي بقوة من الفئة الخامسة منذ إعصار أندرو في 24 أغسطس 1992. كان وصول إعصار دين إلى اليابسة من الفئة الخامسة في منطقة ذات كثافة سكانية منخفضة وبالتالي كان أقل ضرراً بكثير من إعصار أندرو، على الرغم من أن إعصار دين كان أكبر بكثير، إلا أن نطاق الضرر الطويل أدى إلى سحب اسمه من قوائم تسمية الأعاصير الأطلسية التابعة للمنظمة العالمية للأرصاد الجوية.

## روابط خارجية
- The NHC's archive on Hurricane Dean
- Hurricane Dean came to Chandler, AZ, McQueen & Pecos, view to the South from Chandler Ranch
- Images of Hurricane Dean